# Sherkot
Sherkot es  una ciudad y municipio situado en el distrito de Bijnor en el estado de Uttar Pradesh (India). Su población es de 62226 habitantes (2011). 

## Demografía
Según el  censo de 2011 la población de Sherkot era de 62226 habitantes, de los cuales 32369 eran hombres y 29857 eran mujeres. Sherkot tiene una tasa media de alfabetización del 68,20%, superior a la media estatal del 67,68%: la alfabetización masculina es del 73,29%, y la alfabetización femenina del 62,71%.